# Lincoln (Missouri)
Lincoln è un comune degli Stati Uniti d'America, situato nello Stato del Missouri, nella contea di Benton.